# 2012 sur Internet
Cet article présente les faits marquants de l'année 2012 sur Internet.

## Évènements

### Avril
- 9 avril : Facebook annonce racheter Instagram pour 1 milliard de dollars[1].

### Juin
- Le géant du web chinois Tencent achète 40% des parts du capital d'Epic Games[2].

### Octobre
- 29 octobre : lancement de Wikidata.